# Serhij Žadan
Serhij Viktorovyč Žadan (in ucraino Сергій Вікторович Жадан?; Starobil's'k, 23 agosto 1974) è uno scrittore ucraino.

## Biografia
Žadan è nato a Starobilsk, nell'oblast' di Luhans'k, in Ucraina. Si è laureato presso l'Università Pedagogica Nazionale di Charkiv nel 1996 con una tesi sul lavoro di Mychajlo Semenko e degli scrittori futuristi ucraini degli anni '20. Ha poi trascorso tre anni come ricercatore in filologia e ha insegnato letteratura ucraina e globale dal 2000 al 2004. Da allora ha lavorato come scrittore freelance.
Ha iniziato a scrivere nel 1990 rivoluzionando la poesia ucraina: i suoi versi erano meno sentimentali, facendo rivivere lo stile degli scrittori d'avanguardia ucraini degli anni '20 come Semenko o Johanssen. Inoltre hanno attinto alla sua terra natale: i paesaggi industriali dell'Ucraina orientale. Vorošilovhrad (il nome sovietico di Luhansk), in italiano intitolato "La strada del Donbas", racconta la storia di un giovane di nome Herman che ha lasciato la sua città natale Starobilsk (nella regione di Luhansk) ma che deve tornare nella sua terra natale per proteggere ciò che gli appartiene. Sulla base del romanzo, il regista Jaroslav Lodyhin ha tratto il film Dyke pole (Дике поле, 2018), vincitore di numerosi premi.
Žadan è uno scrittore ucraino di fama internazionale, con 12 libri di poesia e 7 romanzi e vincitore di più di una dozzina di premi letterari. Nel marzo 2008, la traduzione russa del suo romanzo Anarchy in the UKR è entrata nella rosa dei candidati del National Bestseller Prize. È stato anche un concorrente per il "Libro dell'anno" alla Mostra internazionale del libro di Mosca del 2008. Nel 2009 ha vinto il Premio letterario Joseph Conrad-Korzeniowski. Nel 2012 Gunshot and Knife ha vinto il premio ucraino di "Libro dell'anno" per la narrativa. Il suo romanzo del 2010 Vorošylovhrad gli è valso il Premio Jan Michalski per la letteratura in Svizzera, il premio "Libro del decennio" della BBC ucraina e il Premio Brücke Berlin. Le sue poesie selezionate Dynamo Charkiv hanno vinto il "Libro dell'anno" ucraino. (2014) Il suo libro Mesopotamia ha vinto il premio letterario Angelus nel 2015, il premio del presidente dell'Ucraina "Libro ucraino dell'anno" nel 2016.
Žadan ha tradotto poesie dal tedesco, inglese, bielorusso e russo, da poeti come Paul Celan e Charles Bukowski. Le sue opere sono state tradotte in tedesco, inglese, estone, francese, italiano, svedese, norvegese, polacco, serbo, croato, lituano, lettone, bielorusso, russo, ungherese, armeno e ceco.

## Progetti teatrali e multimediali
Il suo romanzo Anthem of Democratic Youth è stato adattato per il palcoscenico e rappresentato al Teatro Nazionale Accademico Drammatico Ivan Franko di Kyiv. Dal 2004 collabora con il gruppo Yara Arts del La MaMa Experimental Theatre di New York, contribuendo agli spettacoli: "Koliada: Twelve Dishes" (2005), "Underground Dreams" (2013-2014), "Hitting Bedrock" (2015) e "1917-2017: Tychyna, Žadan and the Dogs" (2016-2017).
Le sue poesie "Spy", "Chaplain" e "Needle", tradotte da Tkacz e Phipps, facevano parte di "Blind Spot", un'installazione di Mykola Ridnyi e Serhij Žadan per il Padiglione ucraino alla Biennale di Venezia Maggio-luglio 2015.

## Progetti musicali
Žadan ha collaborato con il gruppo musicale Luk di Charkiv. La maggior parte delle canzoni in lingua ucraina di Luk includevano testi basati su opere di Žadan (in particolare il primo album Tourist zone è basato sull'opera di Žadan "Merry Christmas, Jesus Christ").
L'album tributo Khor monholskykh militsioneriv (coro dei poliziotti mongoli) è stato pubblicato nel 2008. Le canzoni includono testi di Žadan, eseguiti da musicisti di Charkiv.
Dal 2007, Žadan ha collaborato con un'altra band di Charkiv Sobaky v Kosmosi, ora conosciuta come Zhadan and the Dogs. Hanno pubblicato gli album - The Army Sports Club (Sportyvny Klub Armiyj, 2008), Weapons of the Proletatiat (Zbroya Proletariatu, 2012), Fight for Her (Byisya za neyi, 2012), Dogs (Sobaky, 2016) e Madonna (2019).

## Attivismo politico

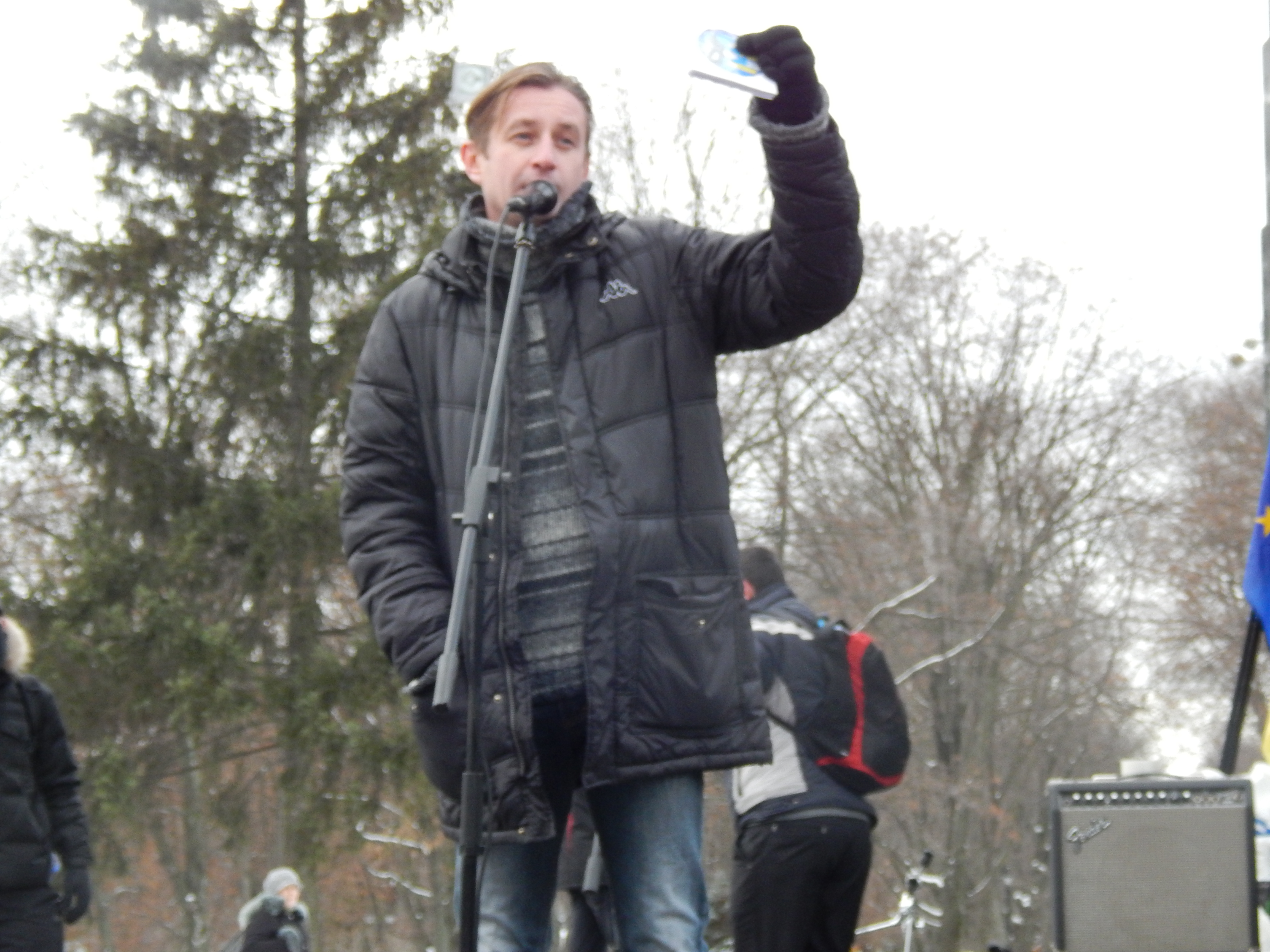
Serhij Žadan al raduno "Rock for change" a Charkiv, 2013

Il coinvolgimento attivo di Žadan nell'indipendenza ucraina è iniziato da studente ed è continuato durante le varie crisi politiche in Ucraina. Nel 1992 è stato uno degli organizzatori del gruppo letterario neo-futurista di Charkiv "The Red Thistle". Ha partecipato alle manifestazioni della Rivoluzione arancione del 2004 contro la corruzione e l'intimidazione degli elettori al ballottaggio presidenziale, con funzioni da responsabile di un campo tenda a Charkiv. Le proteste hanno portato a una revoca ordinata dalla Corte suprema ucraina. Ha ripetutamente espresso simpatia per gli anarchici e in molte delle sue opere ricorrono concetti di "sinistra".
Nel 2013 è stato membro del consiglio di coordinamento di Euromaidan Charkiv, nell'ambito delle proteste a livello nazionale e dei violenti scontri con la polizia.

I 5 giorni della rivoluzione di Maidan hanno portato alle dimissioni del presidente sostenuto dalla Russia Viktor Janukovyč. Nel 2014 Žadan è stato aggredito all'esterno dell'edificio amministrativo a Charkiv.

Dal 2014 Žadan ha effettuato numerose visite in prima linea nella regione del Donbas orientale coinvolta nel conflitto armato con i separatisti russi. Nel febbraio 2017 ha co-fondato la fondazione per la carità Serhij Žadan per fornire aiuti umanitari alle città sulla linea del fronte.

## Critica
Rostislav Melnikov e Yuriy Tsaplin della New Literary Review hanno scritto nel 2007:
La prosa di Žadan è così poetica, i suoi versi liberi così prosaici. È difficile assegnare un genere al suo lavoro: memorie, diari di viaggio, meditazione tempestiva o inopportuna - o una miscela di tutti questi, incentrati sui temi della mia generazione e della nostra epoca . 
Kirill Ankudinov, scrivendo per Vzglyad.ru nel giugno 2008, ha dichiarato:
Non è possibile riassumere le improvvisazioni speziate, calde, dolci e viziose di Serhij Žadan: questo è jazz verbale. Quando lo leggi, temi per la letteratura russa contemporanea: di quelli che ora scrivono in lingua russa, non c'è nessuno tra loro che sia così infernalmente libero (e soprattutto, libero dalla prosa "scrittrice", dalla tendenza a "produrre un'impressione"). 

## Opere

### Tradotte in italiano
- Depeche Mode (Depeche Mode (Депеш Мод), 2004;  (Castelvecchi, 2008; ISBN 8876152741)
- Etiopia (Ефіопія), 2009] (Elliot, 2019; ISBN 8869938387)
- Mesopotamia (Месопотамія; nine stories and thirty poems), 2014 (Voland, 2018; ISBN 8862433174).
- La strada del Donbas (Ворошиловград), 2010; (Voland, 2016; ISBN 8862431988) .
- Il convitto (Інтернат), 2017 (Voland, 2020; ISBN 8862434081).

### Tradotte in inglese
- Quotations (Цитатник), 1995.
- General Judas (Генерал Юда), 1995.
- Pepsi (Пепсі), (1998).
- The very best poems, psychedelic stories of fighting and other bullshit: Selected Poems, 1992–2000 (Вибрані поезії), 2000.
- Ballads about War and Reconstruction (Балади про війну і відбудову), 2001.
- The History of Culture at the Beginning of This Century (Історія культури початку століття), (2003)
- Big Mac (Біґ Мак; raccolta di racconti), 2003.
- UkSSR (У.Р.С.Р.), 2004.
- Anarchy in the UKR, 2005.
- Anthem of Democratic Youth (Гімн демократичної молоді), 2006.
- Big Mac² (Біґ Мак²; raccolta di racconti), 2007.
- Maradona (Марадона), 2007.
- Lili Marlene (Лілі Марлен), 2009.
- Big Mac and Other Stories (Біґ Мак та інші історії), 2011.
- Fire Arms and Knives (Вогнепальні й ножові), 2012.
- Life of Maria (Життя Марії), 2015.
- Templars (Тамплієри), 2016.
- Antenna (Aнтена), 2018є

## Premi
- Premio Jan Michalski per la letteratura, assegnato nel 2014 per Vorošylovhrad
- Premio "Libro del decennio" della BBC ucraina nel dicembre 2014 per Vorošylovhrad
- Angelus Award (2015), per il suo libro Mesopotamia, tradotto in polacco da Michał Petryk e Adam Pomorski[12][13]
- Premio internazionale per la pace degli editori tedeschi: 2022[14]